# Карлстад (город, Миннесота)
Карлстад (англ. Karlstad) — город в округе Китсон, штат Миннесота, США. На площади 3,9 км² (3,9 км² — суша, водоёмов нет), согласно переписи 2002 года, проживают 794 человека. Плотность населения составляет 201,7 чел./км².
- Телефонный код города — 218
- Почтовый индекс — 56732
- FIPS-код города — 27-32444[1]
- GNIS-идентификатор — 0646041[2]